# Титков, Николай Дмитриевич
Никола́й Дми́триевич Титко́в (род. 18 августа 2000, Рязань) — российский футболист, полузащитник калининградской «Балтики».

## Биография
Начал заниматься футболом в Рязани. В 2007 году перебрался в «Мастер-Сатурн» из Егорьевска, а в 2018 году перешёл в московский «Локомотив».
С 2019 года начал выступать за фарм-клуб «Локомотив-Казанка» в первенстве ПФЛ. Дебют состоялся 17 июля в игре с клубом «Коломной», в которой Титков появился на поле на 81-й минуте вместо Алексея Миронова. В следующей игре с московской «Родиной» забил свой первый мяч, который для «Казанки» оказался победным.
25 сентября 2019 года дебютировал в основной команде «Локомотива» в матче 1/16 финала Кубка России с «Балтикой». 5 декабря 2020 года впервые появился на поле в матче российской премьер-лиги с казанским «Рубином», выйдя в конце встречи на замену вместо Виталия Лисаковича.
19 июня 2021 года перешел в «Оренбург» на правах аренды. Дебютировал во встрече 1-го тура ФНЛ против астраханского «Волгаря», отыграв 31 минуту. Первый гол забил в ворота фарм-клуба московского «Спартака».
29 ноября 2023 года забил первый гол в кубке России в ворота «Спартака», отличившись на 10-й минуте встречи с пенальти.
19 июня 2024 года отправился в аренду в «Балтику» до конца сезона 2024/2025, с правом выкупа. 11 июля 2025 года был выкуплен «Балтикой» и подписал с клубом трёхлетний контракт. Московский «Локомотив» получит бонусы со следующей продажи игрока.

## Достижения
«Локомотив»
- Обладатель Кубка России: 2020/21

«Оренбург»
- Бронзовый призёр ФНЛ: 2021/22

«Балтика»
- Чемпион Первой лиги: 2024/25

## Клубная статистика
| Выступление         | Выступление      | Выступление      | Лига | Лига | Кубки | Кубки | Прочие | Прочие | Итого | Итого |
| Клуб                | Лига             | Сезон            | Игры | Голы | Игры  | Голы  | Игры   | Голы   | Игры  | Голы  |
| ------------------- | ---------------- | ---------------- | ---- | ---- | ----- | ----- | ------ | ------ | ----- | ----- |
| Локомотив (Москва)  | Премьер-лига     | 2019/20          | 0    | 0    | 1     | 0     | —      | —      | 1     | 0     |
| Локомотив (Москва)  | Премьер-лига     | 2020/21          | 4    | 0    | 0     | 0     | —      | —      | 4     | 0     |
| Локомотив (Москва)  | Итого            | Итого            | 4    | 0    | 1     | 0     | —      | —      | 5     | 0     |
| → Локомотив-Казанка | ПФЛ              | 2019/20          | 14   | 4    | —     | —     | —      | —      | 14    | 4     |
| → Локомотив-Казанка | ПФЛ              | 2020/21          | 17   | 8    | —     | —     | —      | —      | 17    | 8     |
| → Локомотив-Казанка | Итого            | Итого            | 31   | 12   | —     | —     | —      | —      | 31    | 12    |
| Оренбург            | ФНЛ              | 2021/22          | 35   | 3    | 2     | 0     | 2      | 0      | 39    | 3     |
| Оренбург            | Премьер-лига     | 2022/23          | 16   | 0    | 3     | 0     | —      | —      | 19    | 0     |
| Оренбург            | Премьер-лига     | 2023/24          | 1    | 0    | 3     | 0     | —      | —      | 4     | 0     |
| Оренбург            | Итого            | Итого            | 52   | 3    | 8     | 0     | 2      | 0      | 62    | 3     |
| Всего за карьеру    | Всего за карьеру | Всего за карьеру | 87   | 15   | 9     | 0     | 2      | 0      | 98    | 15    |

1. ↑  Стыковые матчи за право участия в РПЛ

Комментарии